# Nicolaas Waterboer
Nic(h)olaas Waterboer (1819 - 17 septembre 1896) est un chef (Kaptijn) des Griquas.
Il est le dernier chef des Griquas du Griqualand Ouest réellement indépendant, qui devient ensuite une colonie britannique, sur laquelle son emprise et celle de ses successeurs est en grande partie formelle.

## Biographie
Il est le fils aîné d'Andries Waterboer, fondateur de la dynastie du même nom, et de Gertruida Pienaar, sa femme.
À la mort de son père, en 1852, Nicolaas est proclamé Kaptijn (littéralement « capitaine ») du Griqualand West, à la résidence des Kaptijn à Griekwastad (littéralement « ville des Griquas »).

## Gouvernement (1852-1896)
Il gouverne durant la période tourmentée qui suivit la découverte de diamants sur ses terres dans les années 1860.
Un grand nombre de mineurs arrivent et la population des champs diamantifères explose ; les tensions croissent entre les divers groupes : les Griquas, les indigènes Tswanas, les Boers et les Britanniques. Il s'ensuit des désaccords quant aux frontières entre l'État des Griquas semi-nomades et les autres États de la région, tels que la République sud-africaine du Transvaal et l'État libre d'Orange, qui rivalisent pour la possession des terres. La Colonie du Cap, le plus grand et puissant État de la région n'est intéressé par aucune forme de coopération sur ces territoires, malgré la forte pression des Britanniques sur le sujet.
Sur fond de tensions territoriales, l'excentrique Stafford Parker (en) proclame l'État indépendant de la Klipdrift Republic en 1870, qui est rapidement annexé par l'Empire britannique en tant que colonie du Griqualand West. Après s'être brièvement exilé au Griqualand Est, Waterboer revient à sa résidence officielle à Griekwastad en 1874 pour reprendre sa fonction de chef traditionnel.
À l'aide de son représentant, David Arnot, Waterboer lance une action en justice pour récupérer ses droits fonciers ; cela commence par lui coûter la majeure partie de son territoire, mais, à la fin, il gagne. Waterboer est un orateur reconnu, éloquent et persuasif. Il parle couramment l'anglais et le néerlandais, ainsi que les langues de son peuple, l'afrikaans et le griqua (une langue khoïsan aujourd'hui presque éteinte).
Il mène une courte révolte contre les Britanniques en 1878, qui se solde par son arrestation et un bref exil à Hopetown ; il revient chez lui en 1880. Il meurt à Griekwastad le 17 septembre 1896.